# Кларк, Зила
Зи́ла Кэ́ролайн Кларк (англ. Zelah Caroline Clarke) — британская актриса, наиболее известная по роли Джейн Эйр в одноимённой экранизации 1983 года.

## Биография, карьера
Родилась 1954 или 1956 году. До начала актёрской карьеры занималась балетом. Первую роль в фильме Кларк сыграла в 1972 году; в дальнейшем она снималась в основном в телесериалах, а также принимала участие в театральных постановках.
Наибольший успех к актрисе пришёл с ролью в телесериале «Джейн Эйр», в котором Зила Кларк снялась в главной роли вместе с Тимоти Далтоном. Этот сериал считается классической экранизацией одноимённого романа Шарлотты Бронте. За роль Джейн Эйр в 1985 году Зила Кларк была номинирована на премию «CableACE Awards» в номинации «Актриса фильма или телесериала».
Через некоторое время Кларк вышла замуж за исполнительного продюсера телеканала «BBC» Фрэнсиса Эша и родила дочь Ламорну. После съёмок в «Джейн Эйр» она снималась мало, решив полностью посвятить себя семье — мужу и дочери. Сейчас Зила Кларк занимается дизайном бус и работает на радио.

## Награды и номинации

### Номинации
- «CableACE Awards» — лучшая актриса фильма или сериала (1985)[9]

## Избранная фильмография
- «Тройное эхо» (1972)
- «Полдарк» (1975)
- «Тени» (1975)
- «Как зелена была моя долина» (1975)
- «Герцогиня из Дьюк-Стрит» (1976)
- «Потерянные мальчики» (1978)
- «Театр BBC2» (1981)
- «Джейн Эйр» (1983)
- «Леди Джейн» (1985)